# Condado de Rongjiang
Rongjiang (em chinês tradicional: 榕江縣; chinês simplificado: 榕江县; pinyin: Róngjiāng Xiàn)  é uma condado da Prefeitura Autónoma Miao e Dong de Qiandongnan, localidade situada ao sudeste da província de Guizhou, na República Popular da China. Ocupa uma área total de 3.316 quilômetros quadrados. Segundo dados de 2010, Rongjiang possuí 286.336 habitantes, 80,37% das pessoas que pertencem ao grupo  étnica minoria.